# Sacrofano
Sacrofano – miejscowość i gmina we Włoszech, w regionie Lacjum, w prowincji Rzym.
Według danych na rok 2004 gminę zamieszkiwało 5738 osób, 204,9 os./km².